# Тугыртас
Тугыртас (каз. Тұғыртас) — село в Казыгуртском районе Туркестанской области Казахстана. Административный центр Кызылкиянского сельского округа. Код КАТО — 514047100.

## Население
В 1999 году население села составляло 165 человек (69 мужчин и 96 женщин). По данным переписи 2009 года, в селе проживали 224 человека (111 мужчин и 113 женщин).